# 风庆小檗
风庆小檗（学名：Berberis holocraspedon）是小檗科小檗属的植物，为中国的特有植物。分布在中国大陆的云南等地，生长于海拔1,700米至3,100米的地区，多生长于灌丛中、干燥山坡或亚高山竹丛中，目前尚未由人工引种栽培。

## 生态习性
产于云南。生于干燥山坡，灌丛中或亚高山竹丛中。海拔1703100米。模式标本采自云南嵩明。